# Julián Cardona (fotožurnalista)
Julián Cardona (1960 – 21. září 2020) byl mexický fotoreportér známý dokumentováním chudoby a násilí ve městě Juarez v Mexiku.

## Životopis
Julián Cardona se narodil v Zacatecas v Mexiku v roce 1960. Jeho rodina se přestěhovala do města Ciudad Juárez, když byl ještě malé dítě. Vychovali ho jeho prarodiče a jen s devítiletým vzděláním se naučil profesionálně používat fotoaparát ještě než mu bylo dvacet let. V montážním podniku maquiladora pracoval do roku 1991, kdy se přestěhoval zpět do Zacatecas, kde fotografii učil.

## Kariéra
Ačkoli dříve fotografoval pro bulvár, v roce 1993 Cardona začal profesionálně pracovat jako fotoreportér v Juarezových novinách El Fronterizo a El Diario de Juárez. Je spoluautorem mnoha novinových a časopiseckých článků a několika knih, včetně například Juarez: The Laboratory of Our Future a Exodus / Exodo, oba s novinářem Charlesem Bowdenem. Jeho fotografie byly také profilovány na několika významných výstavách, například Nothing to See (1995), Borders and Beyond (2001), Lines of Sight: Views of the US / Mexican Border (2002), Photography Past / Forward: Aperture at 50 (2003), The History of the Future (2009) a Stardust: Memories of the Calle Mariscal (2013). Cardona pracoval několik let jako korespondent agentury Reuters v Mexiku od roku 2009 a byl také editorem fotografií v Mexico City. V posledních letech svého života pracoval jako novinář a fotograf na volné noze.

## Dopad
Cardona byl považován za jednoho z nejvýznamnějších fotografů dokumentujících ekonomické výzvy a kriminální násilí související s drogami v Mexiku podél hranic s USA, zejména v Ciudad Juárez. Některé jeho fotografie byly kritizovány za vizuální znázornění násilí, včetně obětí mučení, znásilnění a vražd. Jiní kritici poznamenali, že Cardona spojil extrémní násilí a vraždění žen v příhraničních městech, jako je Juarez, s globalizací a zejména s přílivem Maquiladoras (továren), což sám Cardona v rozhovorech uznal a zdůraznil. V rozhovoru pro PBS NewsHour v roce 2012 Cardona uvedl, že „Je to důležitý příběh, jak se město stává nejnásilnějším městem na Zemi. Dokázal jsem to a jsem v pořádku. Je to moje práce.“

## Publikace
- Juarez: The Laboratory of Our Future, 1998, Aperture Press (spol. Charles Bowden)
- Morir Despacio: Una Mirada al Interior de las Maquiladoras en la Frontera E.U./México, 2000
- No One is Illegal: Fighting Violence and State Repression on the U.S.-Mexico Border, 2006, Haymarket Books (spol. Justin Akers Chacon a Mike Davis)
- Exodus / Exodo, 2008, University of Texas Press (spol. Charles Bowden)
- „Market Driven Merciless Violence,“ Justice Rising, Jaro 2008, s. 8–9
- Murder City: Ciudad Juárez and the Global Economy's New Killing Fields, 2011, Nation Books, (spol. Charles Bowden)
- Stardust: Memories of the Calle Mariscal, 2014, University of Texas at El Paso, Rubin Center for the Visual Arts

## Smrt
Cardona zemřel přirozenou smrtí 21. září 2020 v Juarezu.

## Ocenění a sbírky
Cardona získal Cenu kulturní svobody od Lannan Foundation v roce 2004. Cardonovy fotografické archivy jsou uchovány v Centru Toma a Ethel Bradleyových v Oviatt Library, Special Collections and Archives, California State University, Northridge. V roce 2015 získal čestné uznání v rámci ceny Lange-Taylor Prize.